# مرسوم ملكي (فرنسا)
في العصور الوسطى وفي ظل النظام القديم، كان المرسوم الملكي (بالفرنسية: Édit royal) نص تشريعي صادر عن الملك، والذي تميز عن الأمر بحقيقة أنه يتعامل مع موضوع واحد فقط. قد يتعلق المرسوم بمجموعة من الأشخاص أو مقاطعة واحدة فقط.
تم تأريخ المراسيم حسب الشهر والسنة (وليس اليوم) التي صدرت فيها. وختمت بختم شمع أخضر مع شرائط من الحرير الأخضر والأحمر.
بعض المراسيم الشهيرة في فرنسا:
- مرسوم الاتحاد، الصادر في 21 ، والذي بموجبه اعترف هنري الثالث، الذي طُرد من باريس، بالتحالف الكاثوليكي وأعلن اتحاده معه.
- مراسيم التهدئة، التي صدرت بأعداد كبيرة لتعليق الحروب الدينية في القرن السادس عشر والأشهر هي:
  - مرسوم أمبواز، الذي أصدره تشارلز التاسع في 19 مارس 1563، والذي يسمح للكالفينيين بالتجمع لممارسة عبادتهم في جميع المدن التي كانت في حوزتهم آنذاك
  - مرسوم نانت، الذي أصدره هنري الرابع في عام 1598، وألغاه لويس الرابع عشر في عام 1685. وهو يمنح الكالفينيين حرية الضمير، وممارسة دينهم، والقبول في المناصب والوظائف العامة. وقد ألغي في عام 1685 بموجب مرسوم فونتينبلو.